# Roger od Salerna
Roger (umro 28. lipnja, 1119., Antiohija, današnja Turska), normanski knez križarske države Kneževine Antiohije (1112. – 1119.), koja je tada bila na vrhuncu moći. Sin kneza Rikarda Salernskoga, naslijedio je svoga ujaka Tankreda kao regent Antiohije 1112. Spriječio je pokušaj Turaka Seldžuka da zauzmu Siriju pobjedom u bitci kod Sarmina (14. rujna 1115.). Poginuo je u bitci na Krvavom polju. Bitka na Ager Sanguinisu, doslovno bitka na Krvavom polju, ponekad navođena i kao Bitka kod Balata ili Bitka kod Sarmade odigrala se 28. lipnja 1119. između snaga križarske Kneževine Antiohije i muslimanske vojske alepskog atabega Ilghazija na drugoj strani. U njoj je križarska vojska uništena gotovo do posljednjeg čovjeka. Iako je predstavljala najveću pobjedu muslimana nad križarima od početka križarskih ratova i iako se Antiohija od tog poraza nikada nije oporavila, njena neposredna posljedica je Ilghazijevi poraz od jeruzalemskih križara u bitci kod Haba nepuna dva mjeseca kasnije. Antiohija je nakon Rogerove smrti bila pod upravom regenta Baldvina II., kralja Jeruzalema do 1126. kada iz Apulije dolazi Bohemund II.